# 眶真圓鰭魚
眶真圓鰭魚，為輻鰭魚綱鮋形目杜父魚亞目絨杜父魚科的其中一種，為溫帶海水魚，分布於北太平洋區，從北海道至美國華盛頓州海域，棲息深度0-575公尺，本魚體色淡色到深綠色，有時背面的淡褐色，腹部淡褐色或青紫色，唇淡紫色，在雄性的小瘤暗橘色或紅褐色，在雌性的小瘤是比較大而眾多而灰綠色，尾部的狹窄而且圓，背鰭硬棘6-7枚、背鰭軟條9-11枚、臀鰭軟條8-10枚，體長可達18公分，棲息在沿岸岩石底層水域，生活習性不明。

## 扩展阅读
維基物種上的相關：眶真圓鰭魚